# Eupalamus tenuimanus
Eupalamus tenuimanus là một loài tò vò trong họ Ichneumonidae.